# Мицелін (гміна)
Гміна Мицелін (пол. Gmina Mycielin) — сільська гміна у північно-західній Польщі. Належить до Каліського повіту Великопольського воєводства.
Станом на 31 грудня 2011 у гміні проживало 4903 особи.

## Територія
Згідно з даними за 2007 рік площа гміни становила 110.81 км², у тому числі:
- орні землі: 58.00%
- ліси: 37.00%

Таким чином, площа гміни становить 9.55% площі повіту.

## Населення
Станом на 31 грудня 2011:
| Опис     | Загалом | Загалом | Чоловіки | Чоловіки | Жінки | Жінки |
| -------- | ------- | ------- | -------- | -------- | ----- | ----- |
| одиниця  | осіб    | %       | осіб     | %        | осіб  | %     |
| все      | 4903    | 100     | 2452     | 50.01    | 2451  | 49.99 |
| міське   | 0       | 100     | 0        |          | 0     |       |
| сільське | 4903    | 100     | 2452     | 50.01    | 2451  | 49.99 |

## Сусідні гміни
Гміна Мицелін межує з такими гмінами: Желязкув, Малянув, Рихвал, Ставішин, Тулішкув, Гміна Цекув-Кольонія.